# Liste des musées de l'Aude
La liste des musées de l'Aude présente les musées du département français de l'Aude.

## Aragon
- Musée des vieux outils vignerons, se visite uniquement sur rendez-vous.

## Arques
- Maison Déodat Roché : musée du catharisme ouvert en 1996.

## Boutenac
- Musée de la faune de Gasparets : le musée a fermé au début des années 2010 et la collection a été transférée dans les locaux de la Fédération de chasse de l'Aude à Badens[1].

## Bram
- Musée Eburomagus - Maison de l'archéologie de Bram (Label Musée de France)[2] : présente plus de 800 pièces archéologiques allant de la Préhistoire jusqu’à la fin du Moyen Âge.

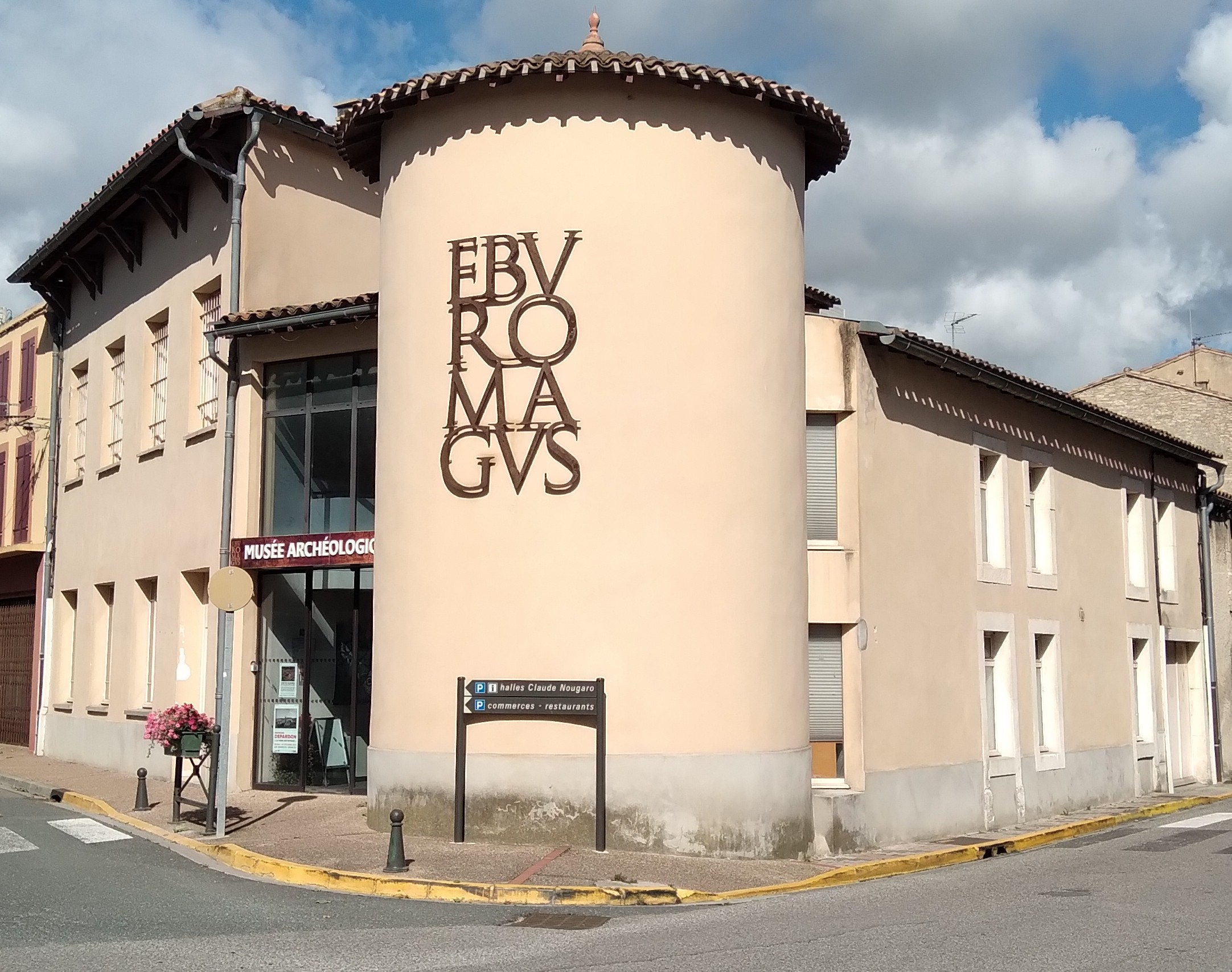
Façade du Musée.
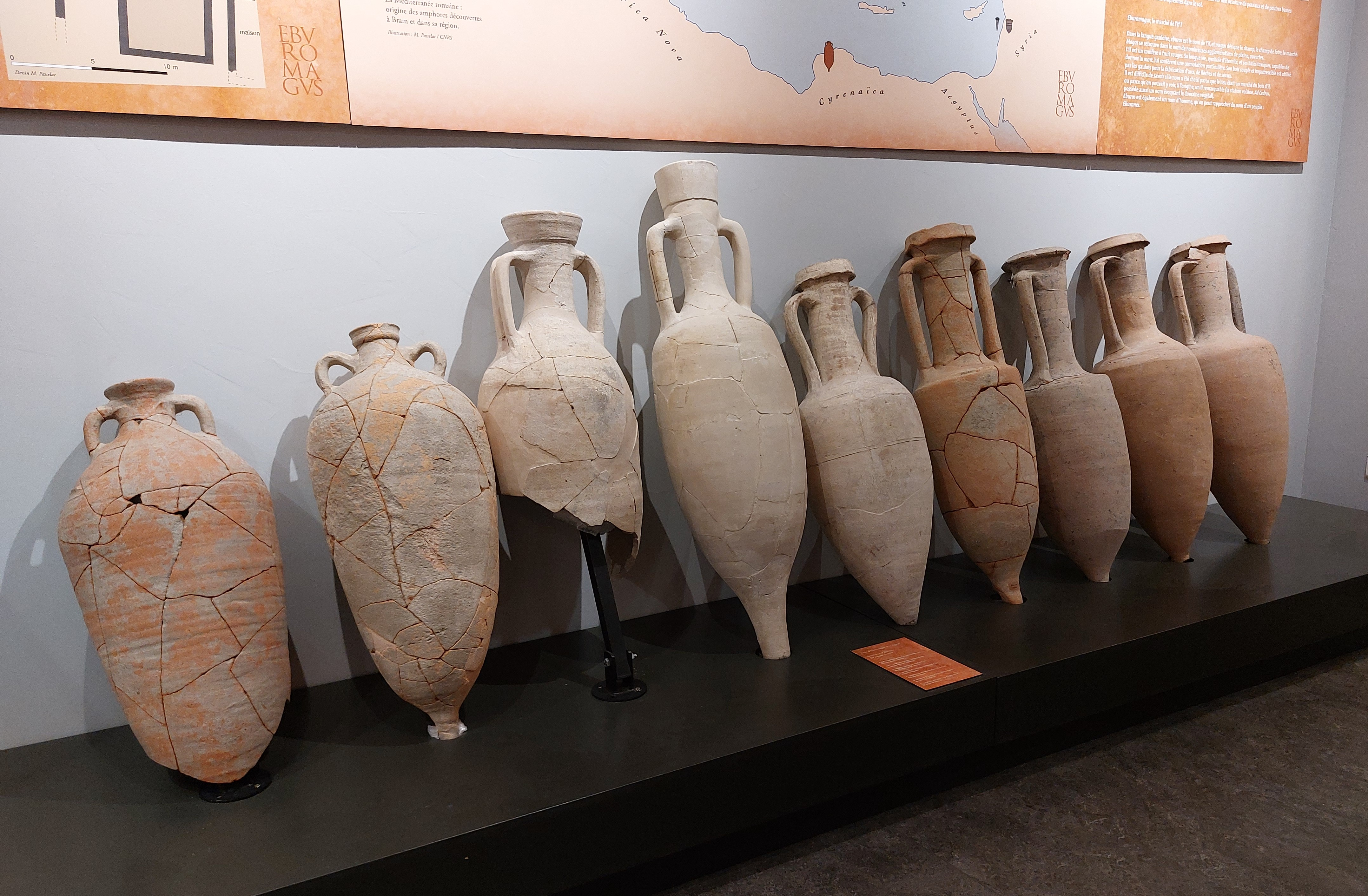
Collection d'amphores.
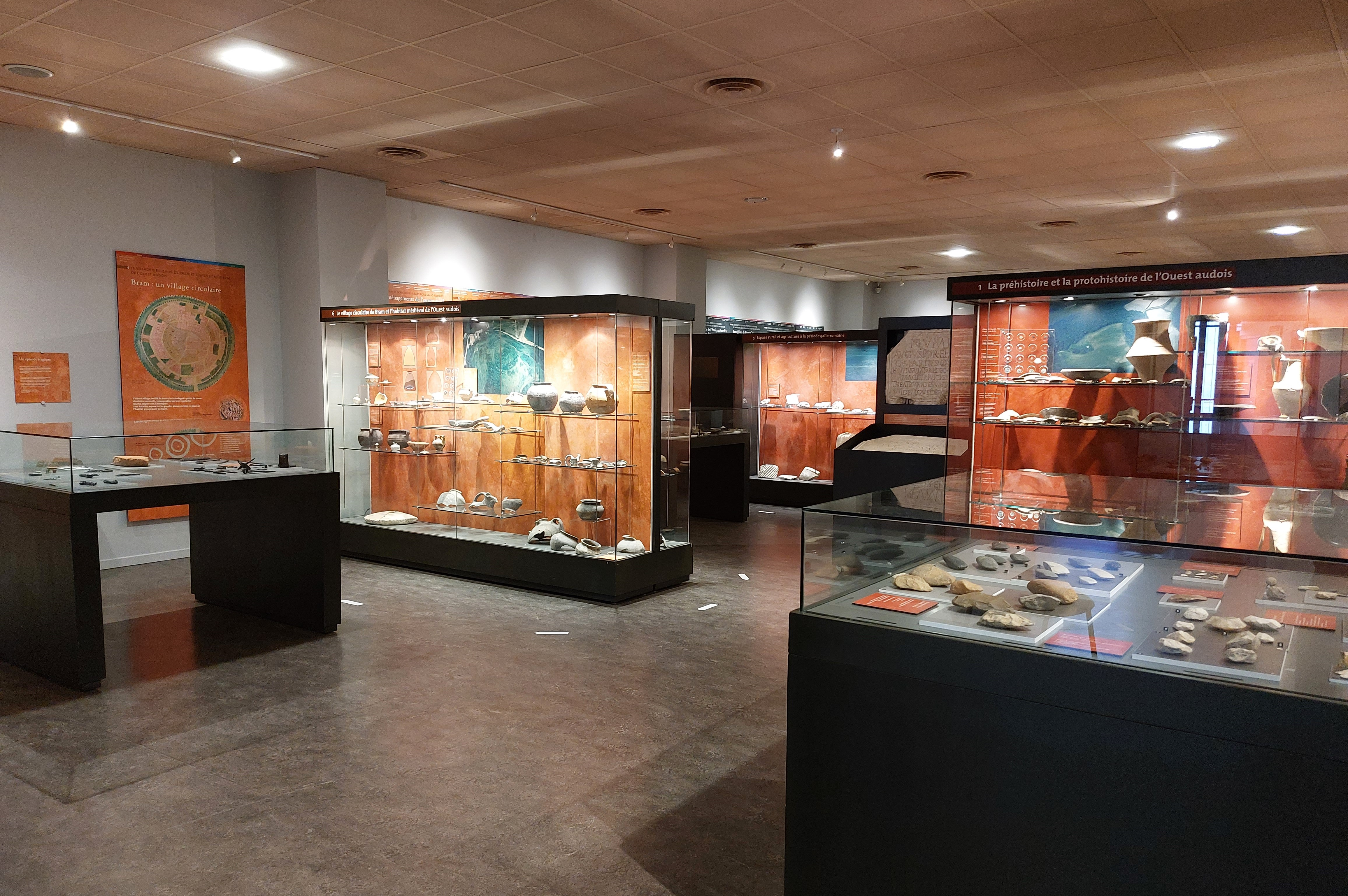
Une des salles du Musée
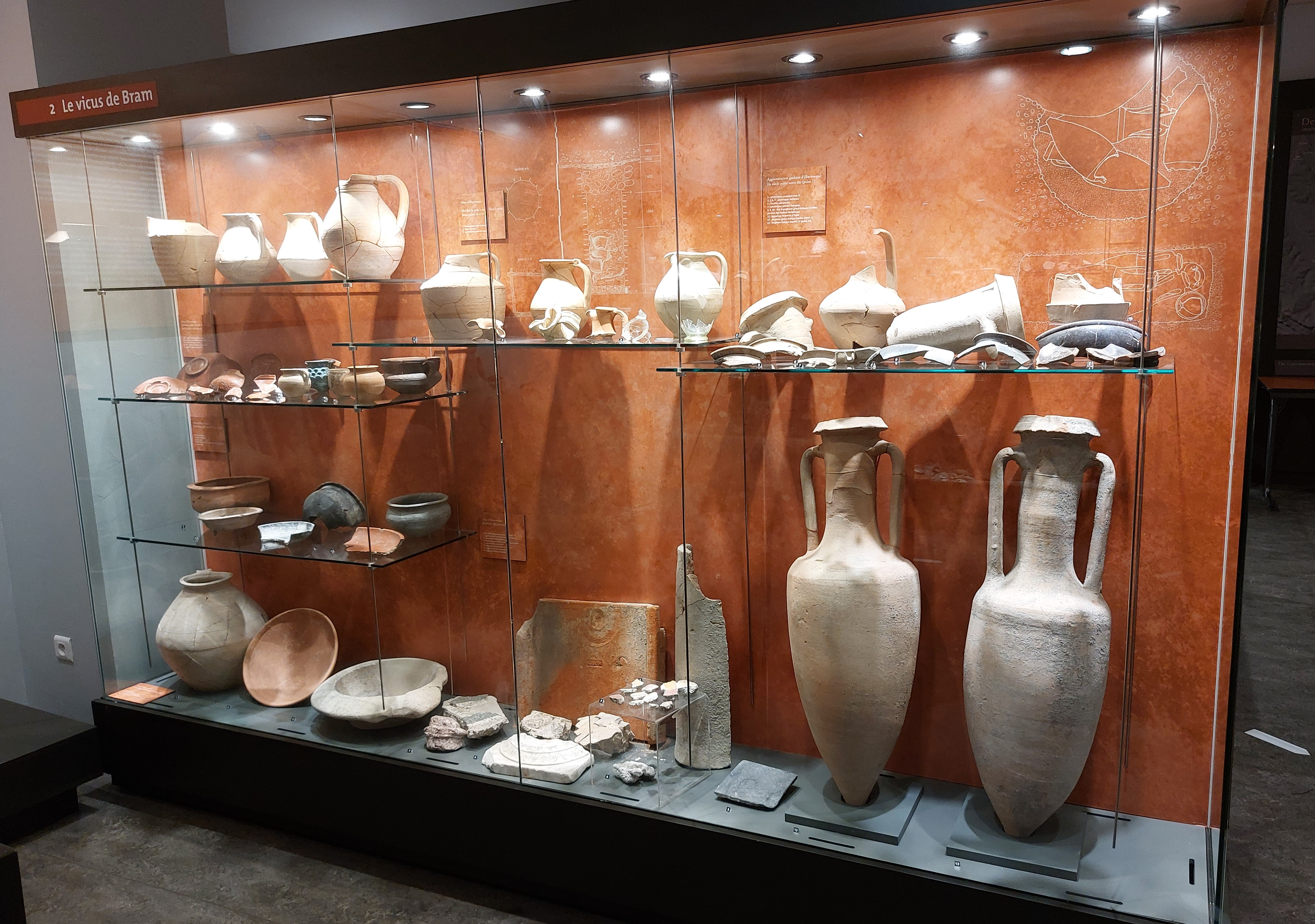
Vitrine consacrée au vicus Eburomagus.
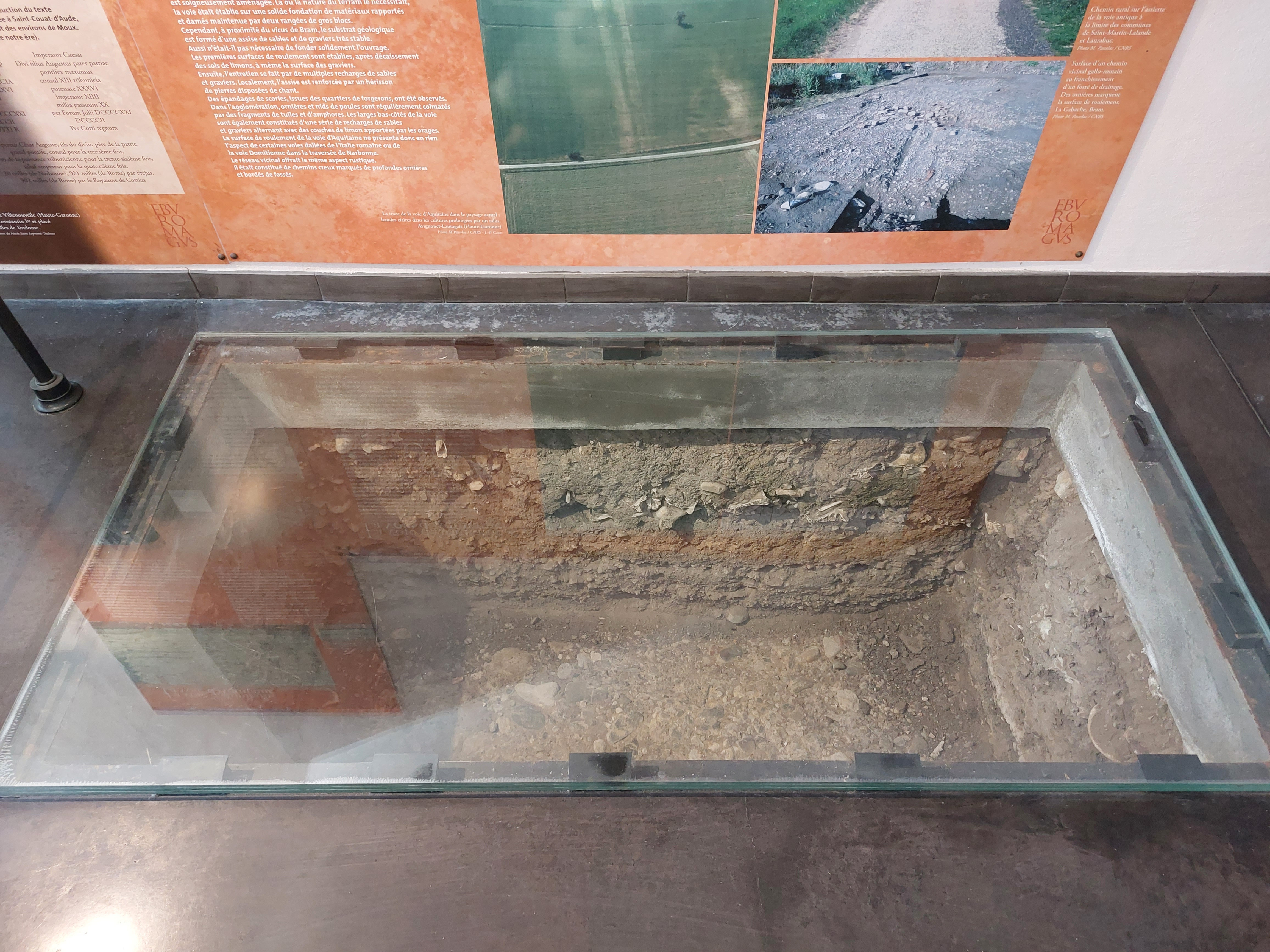
Fragment de la via Aquitania, visible dans le musée.

## Carcassonne
- Musée de l'école[3] : présente tous les supports pédagogiques utilisés dans les écoles de 1880 aux années 1960.
- Le musée de l'inquisition[4] ou musée de la torture : présente une grande collection d'instruments de torture.
- Musée des beaux-arts (Label Musée de France)[5] : présente une importante collection de peintures occidentales des XVIIe, XVIIIe et XIXe siècles. Ainsi qu'une collection de faïences (Moustiers... ) et des tapisseries et objets d’art (présentés en alternance).
- Musée lapidaire dans le château comtal de la Cité : Créé en 1927, il présente des pièces provenant des fouilles effectuées dans la Cité, la Bastide Saint-Louis et ses environs[6].
- Musée d'art religieux de Notre-Dame de l'Abbaye : Ouvert en 2011. Il présente des incunables, manuscrits, encensoir, sacramentaire, calices et ornements. Se visite uniquement sur rendez-vous en dehors de Juillet-Août[7].
- La Maison des Mémoires - Centre Joë Bousquet : maison du poète et écrivain français Joë Bousquet, une exposition permanente évoque sa vie et son œuvre[8].

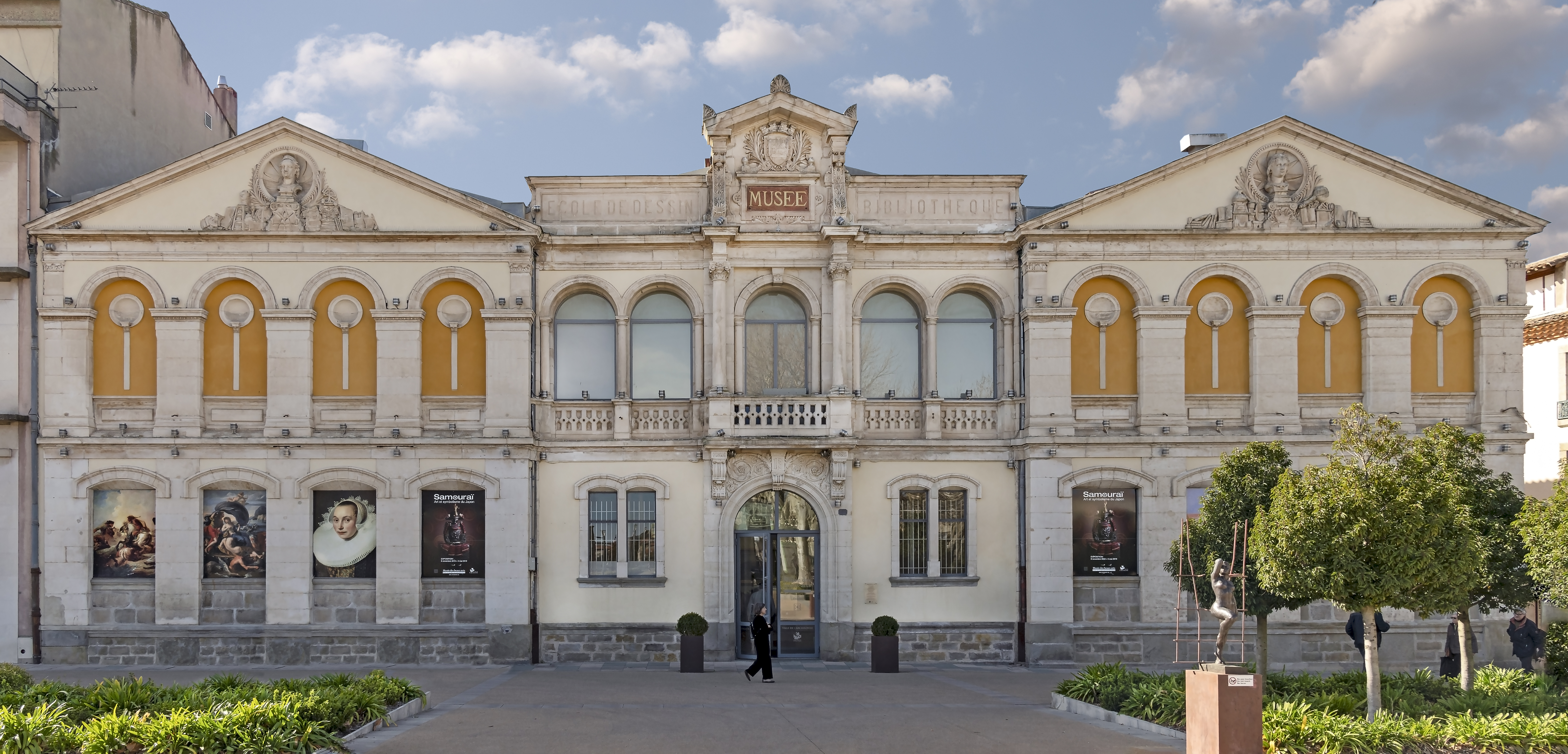
Musée des Beaux-Arts.
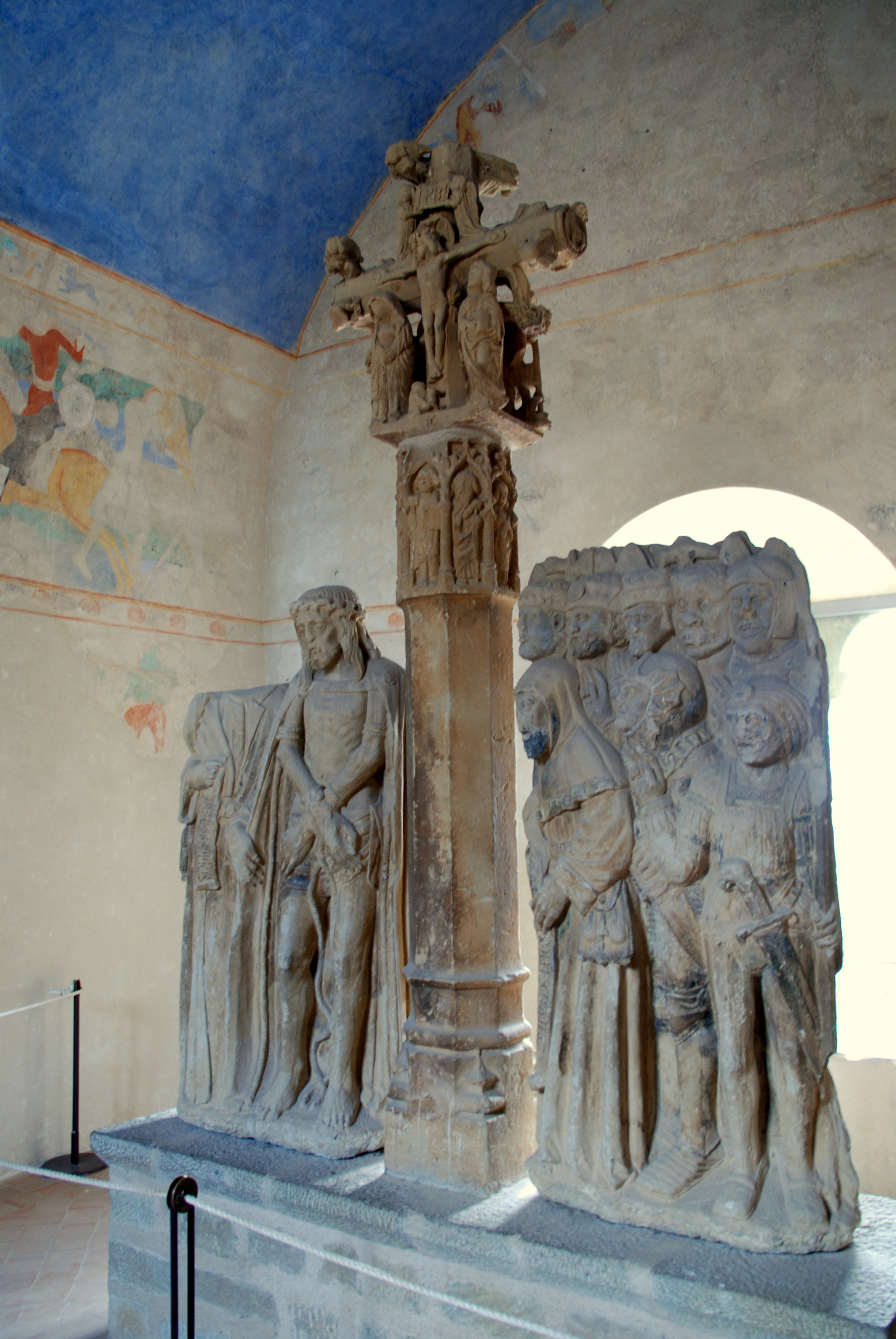
Musée lapidaire du château comtal.
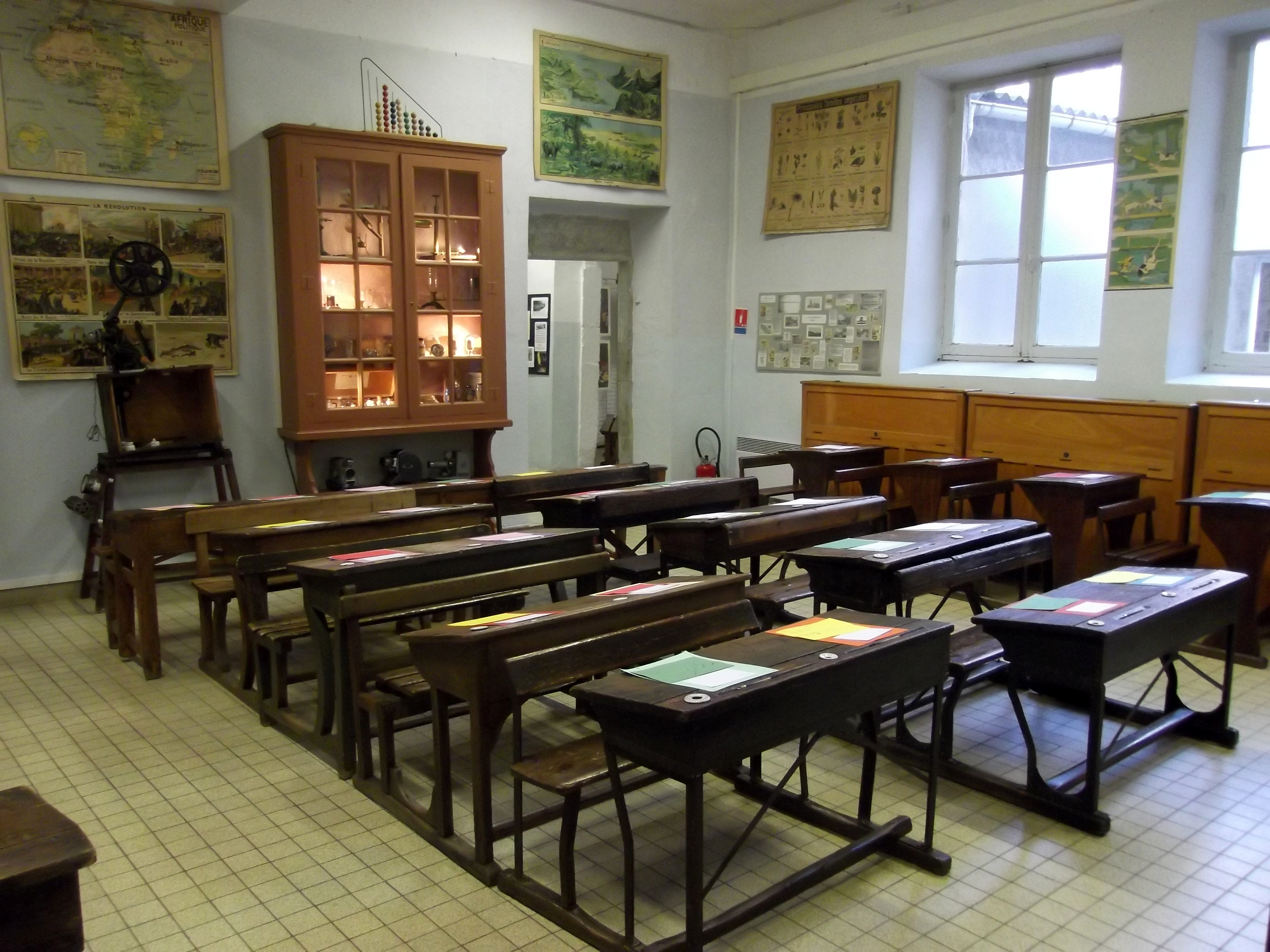
Musée de l'école.
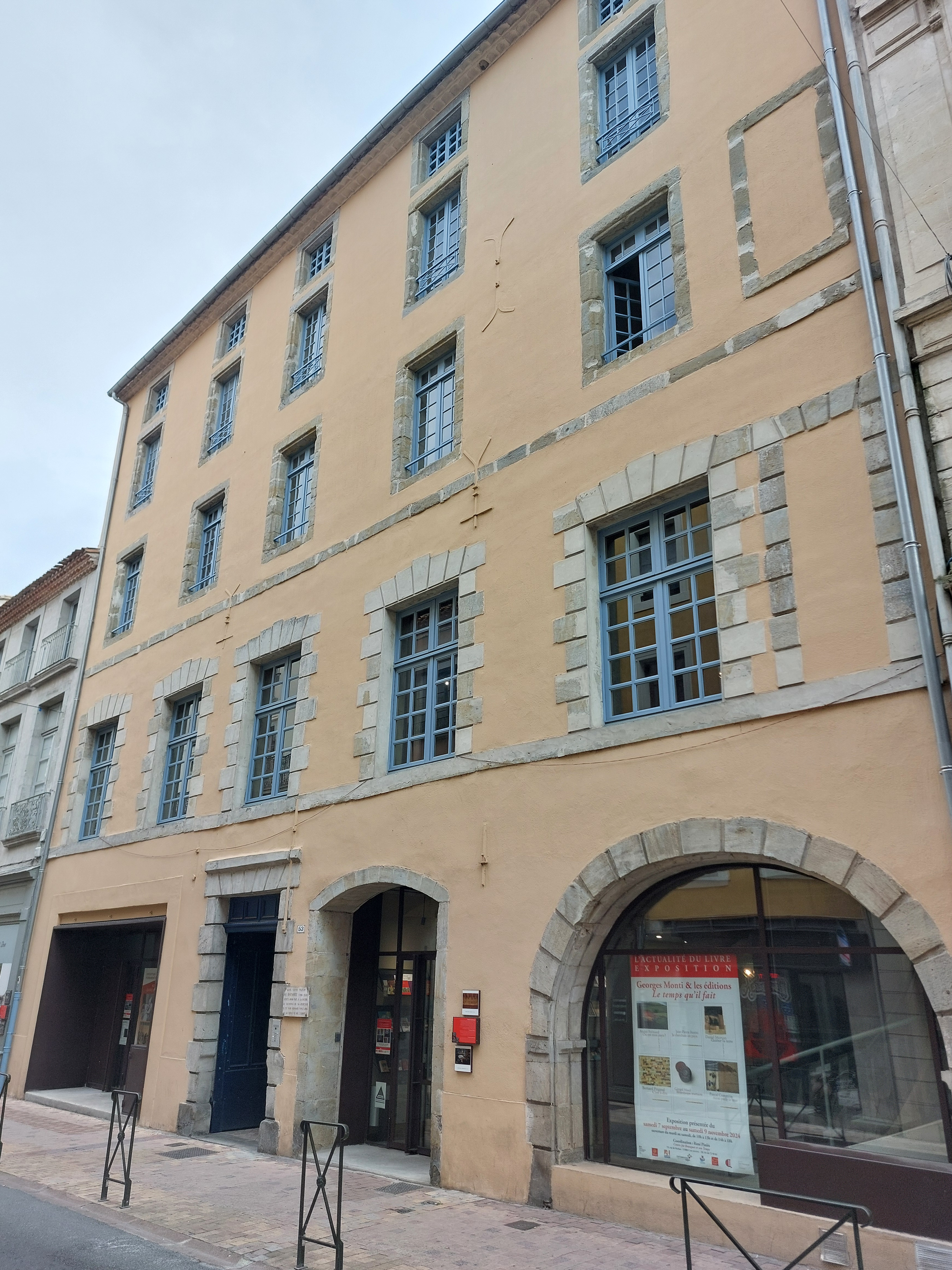
La Maison des Mémoire, labellisée Maison des illustres.

## Castelnaudary
- Musée du Lauragais (Label Musée de France) : ancien tribunal de justice civil et criminel, les cellules de la prison attenante ont été transformées en salles d'exposition[9].

## Caunes-Minervois
- Écomusée marbres et terroir : ouvert en juin 2018[10].

## Espéraza
- Musée de la chapellerie[11] : présente les machines et équipements qui constituaient les chaînes de fabrication de la cloche de feutre puis du chapeau fini.
- Dinosauria ou le Musée des dinosaures[12] : musée paléontologique.

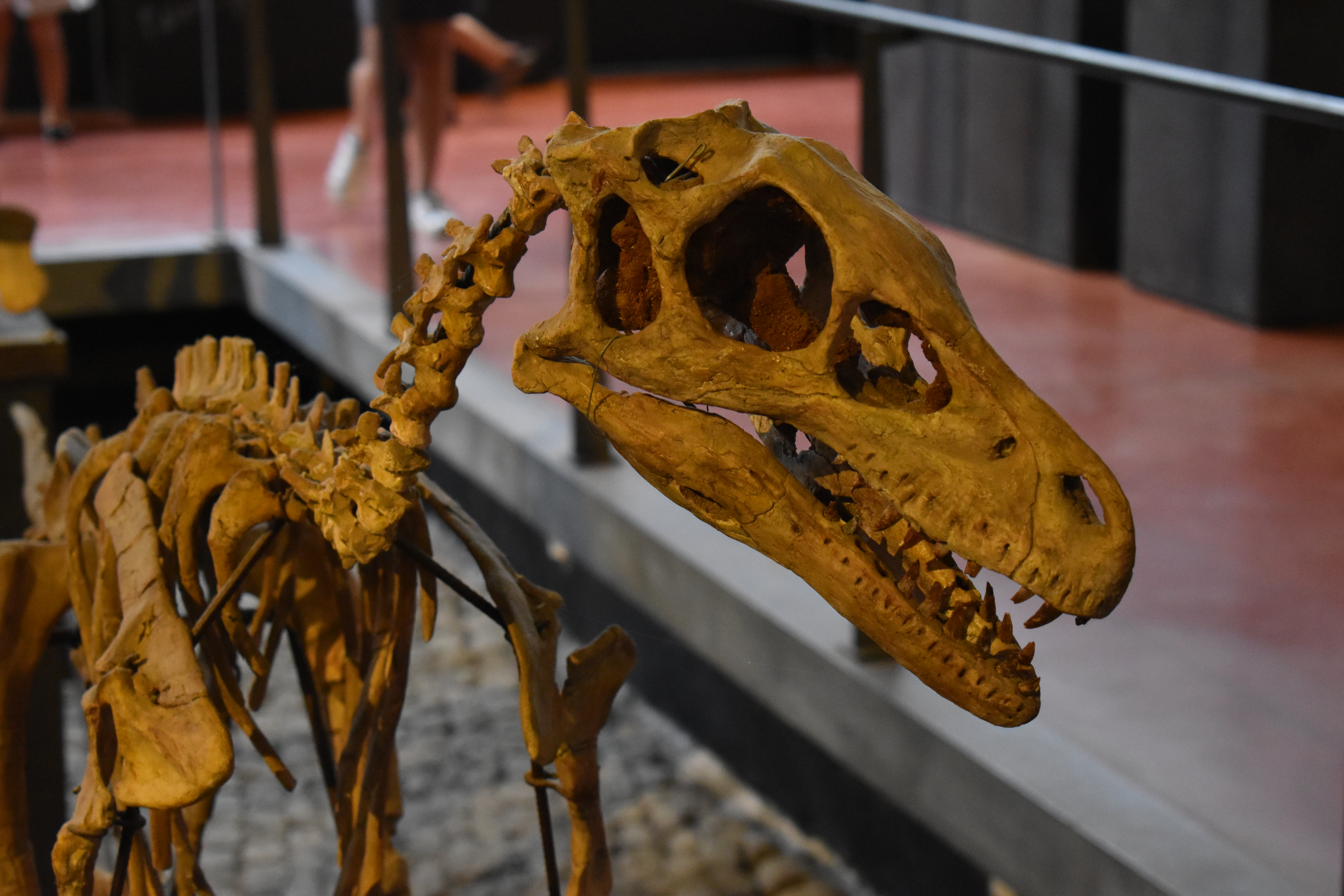
Variraptor mechinorum à Dinosauria.
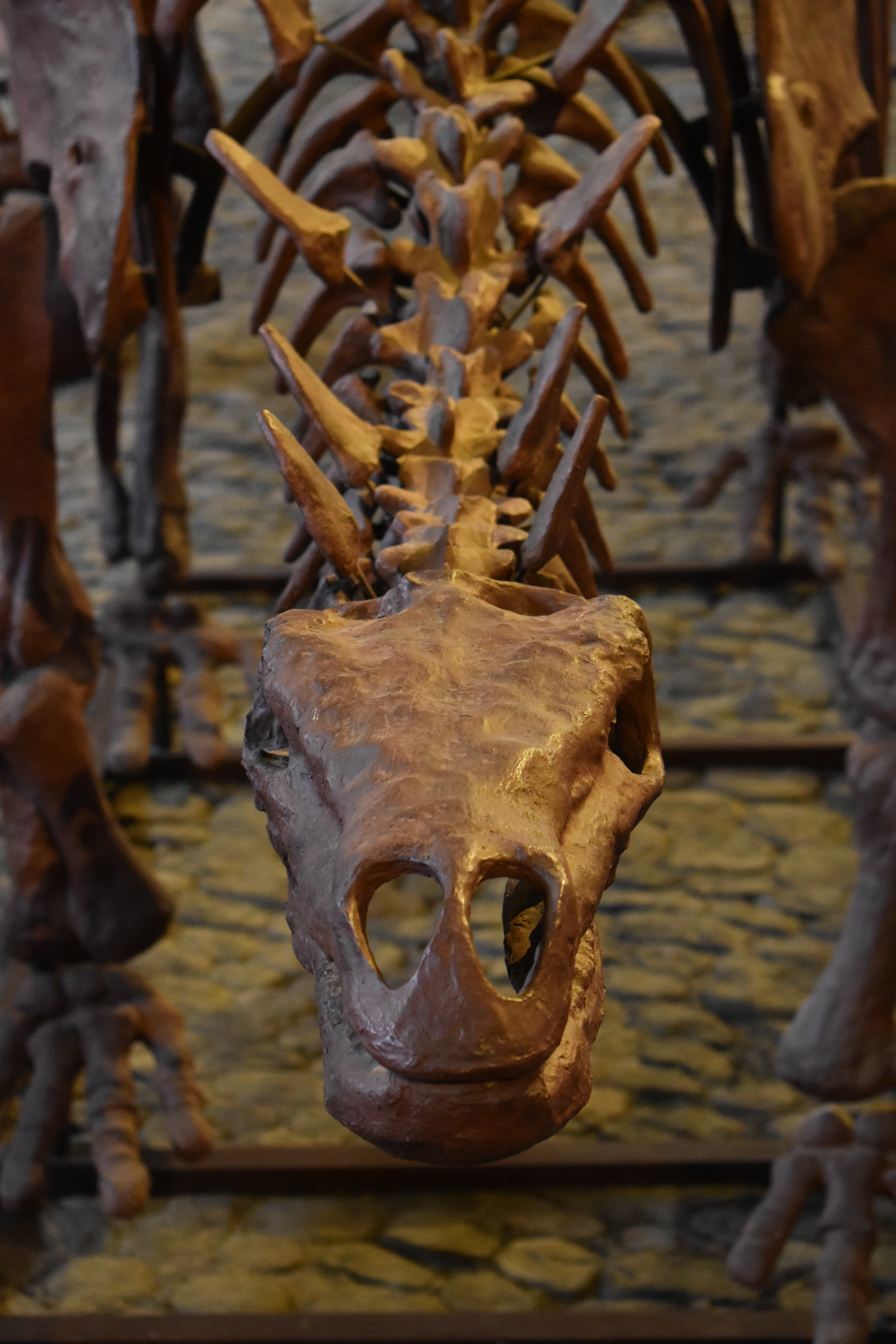
Tuojiangosaurus multispinus.
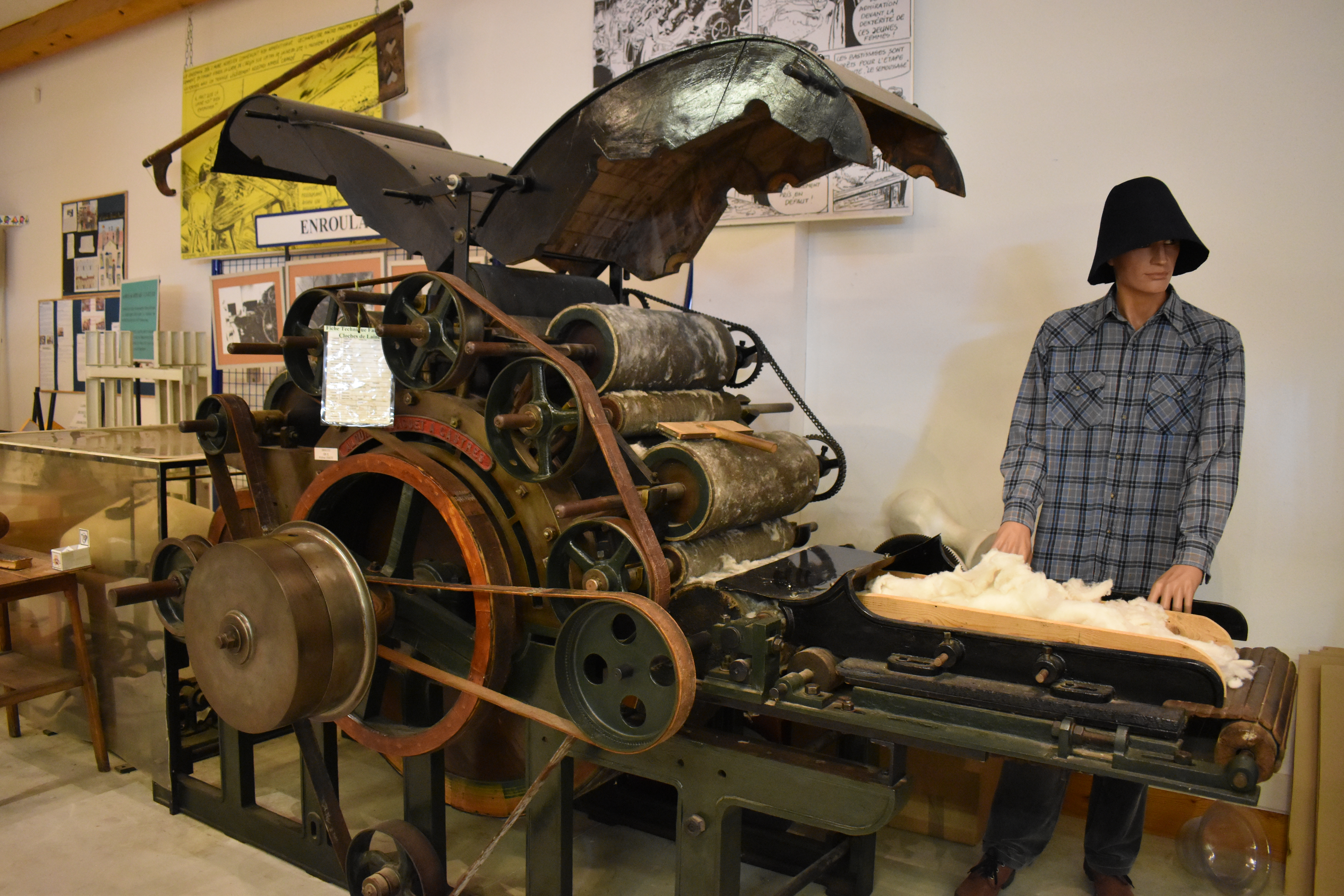
Enrouleuse au musée de la chapellerie.
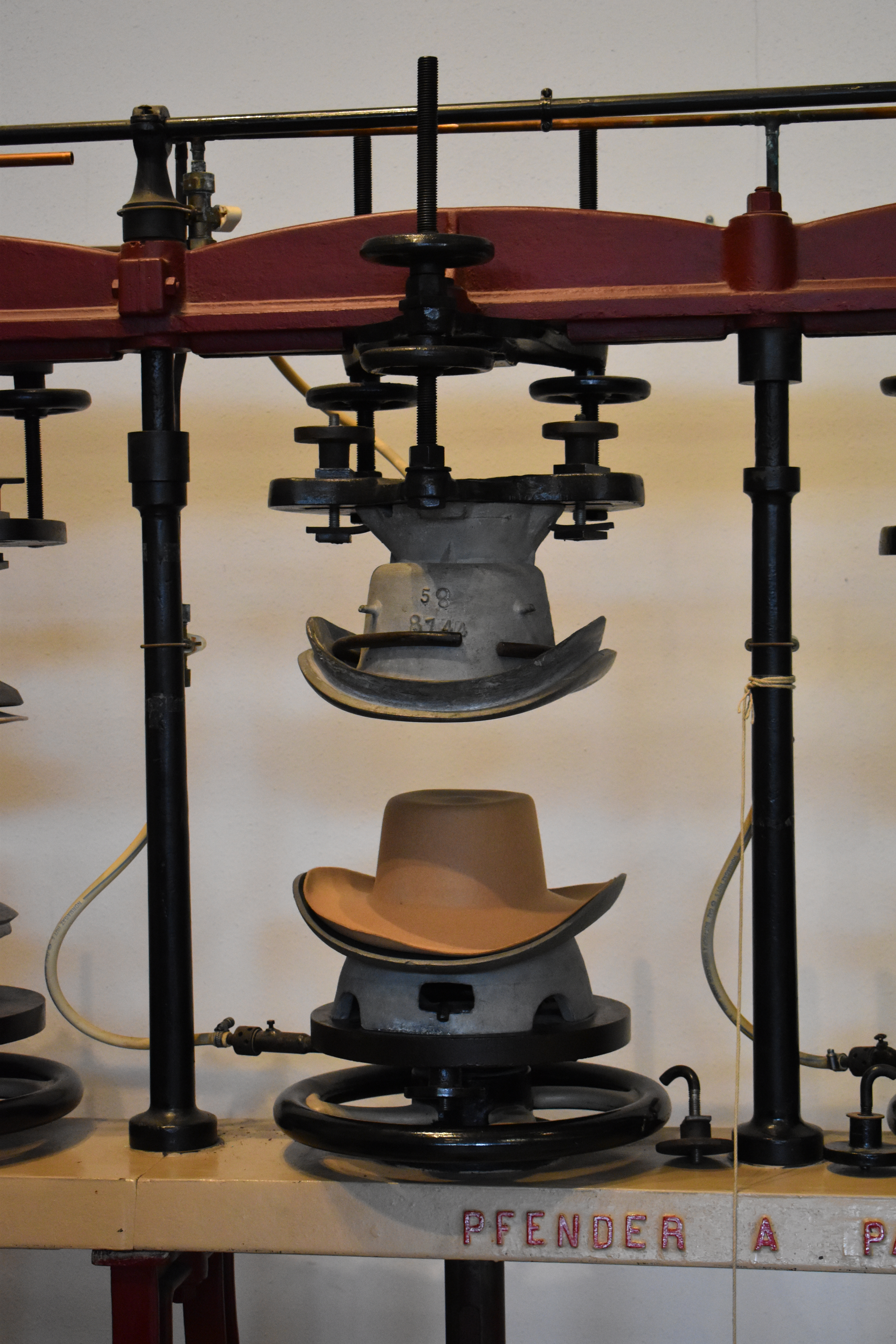
Formage des chapeaux.

## Fabrezan
- Musée de Charles Cros[13]

## Ginestas
- Musée de la Chapellerie du Somail : Il a fermé en 2013. Il rassemblait près de 6500 couvre-chefs de toutes époques et toutes origines[14].

## Gruissan
- Les salins de l’île Saint-Martin : écomusée qui présente un vieux métier agricole et la production du sel[15].

## Lézignan-Corbières
- Musée de la vigne et du vin : installé dans les bâtiments d'un ancien domaine viticole de 1880, il présente l'histoire de la viticulture et le vignoble de la région[16].

## Limoux
- Jardin aux plantes parfumées de la Bouichère : musée vivant regroupant des plantes oubliées du temps des Cathares et de l'Antiquité. S'étend sur 2 hectares pour 2 500 variétés de plantes[17].
- Musée Petiet (Label Musée de France)[18] : musée d'art consacré à la deuxième partie du XIXe siècle.
- Musée des automates : présente une centaine d'automates[19].
- Musée du piano : Il regroupe une collection de pianos du XIXe siècle à nos jours.

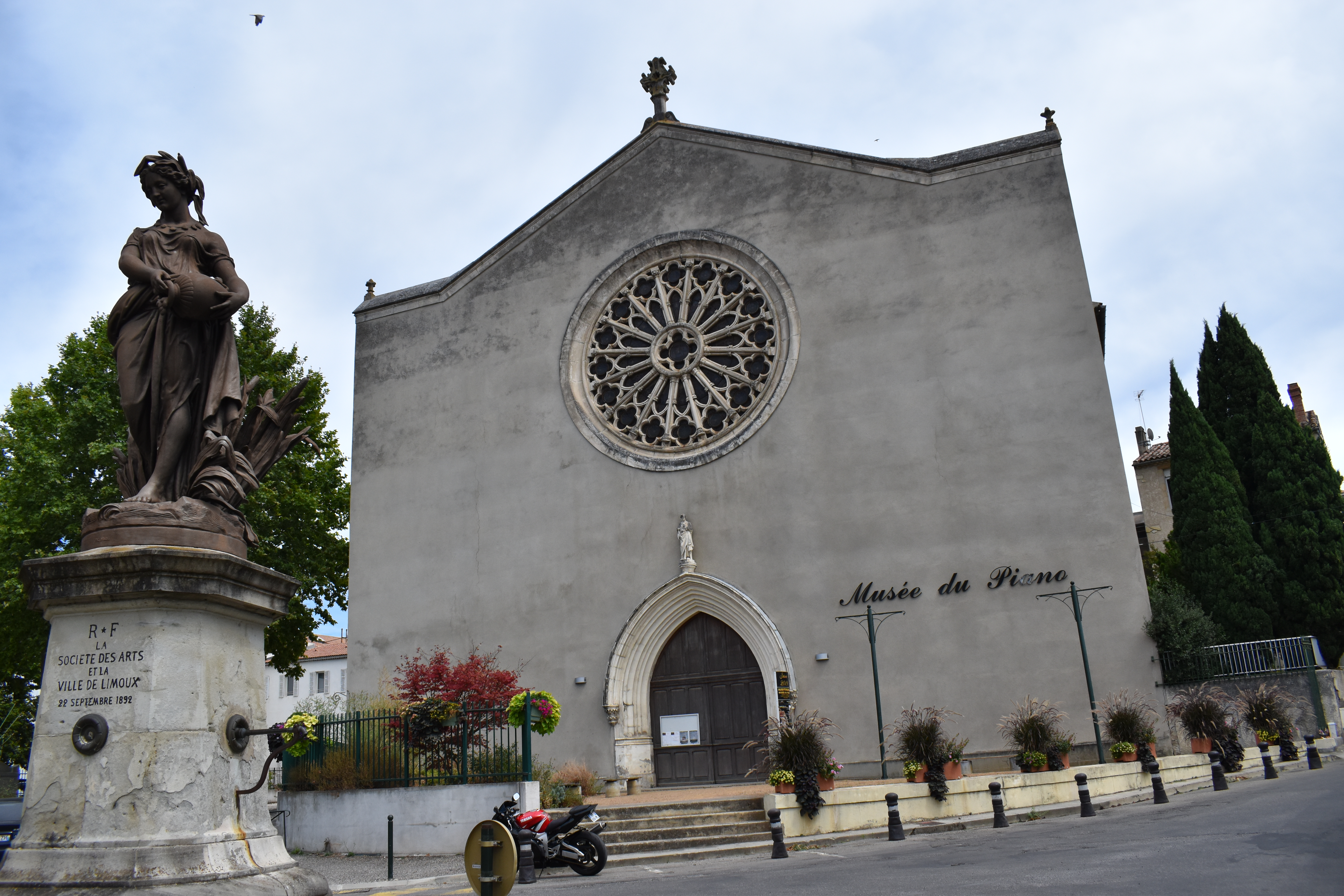
Musée du piano.
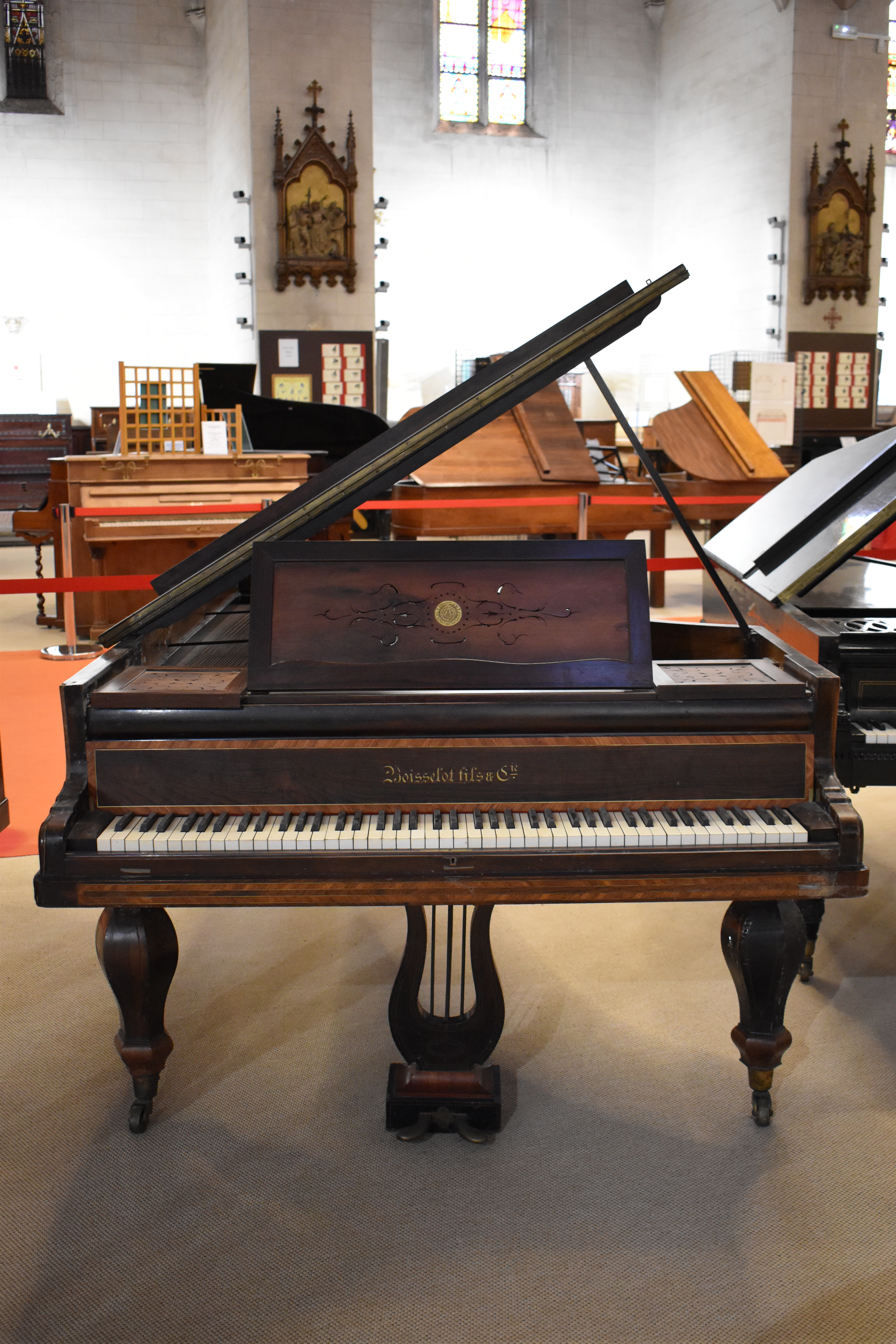
Piano.

## Montolieu
- Musée des métiers et arts graphiques : retrace l'histoire du livre à partir de la naissance de l'écriture jusqu'à l'imprimerie.

## Narbonne
- Maison Trenet : maison natale de Charles Trenet[20].
- Musée archéologique de Narbonne (Label Musée de France) devenu le Palais-Musée des Archevêques[21] : présente une collection de pièces et de mobiliers archéologiques couvrant l'histoire locale de la préhistoire jusqu'au Moyen Âge.
- Musée d'art et d'histoire de Narbonne (Label Musée de France)[22] : présente des collections de beaux-arts et d'arts décoratifs.
- Musée de l'Horreum romain : galeries souterraines du Ier siècle. Seul monument d’époque romaine visible dans la ville aujourd’hui[23].
- Le Musée lapidaire de l'église Notre-Dame de Lamourguier a fermé en 2018 après le transfert de sa collection (plus de 2000 blocs de pierres antiques taillées et sculptées) au musée Narbo Via, nouveau contenu et date de réouverture non encore définis en 2021 [24]...

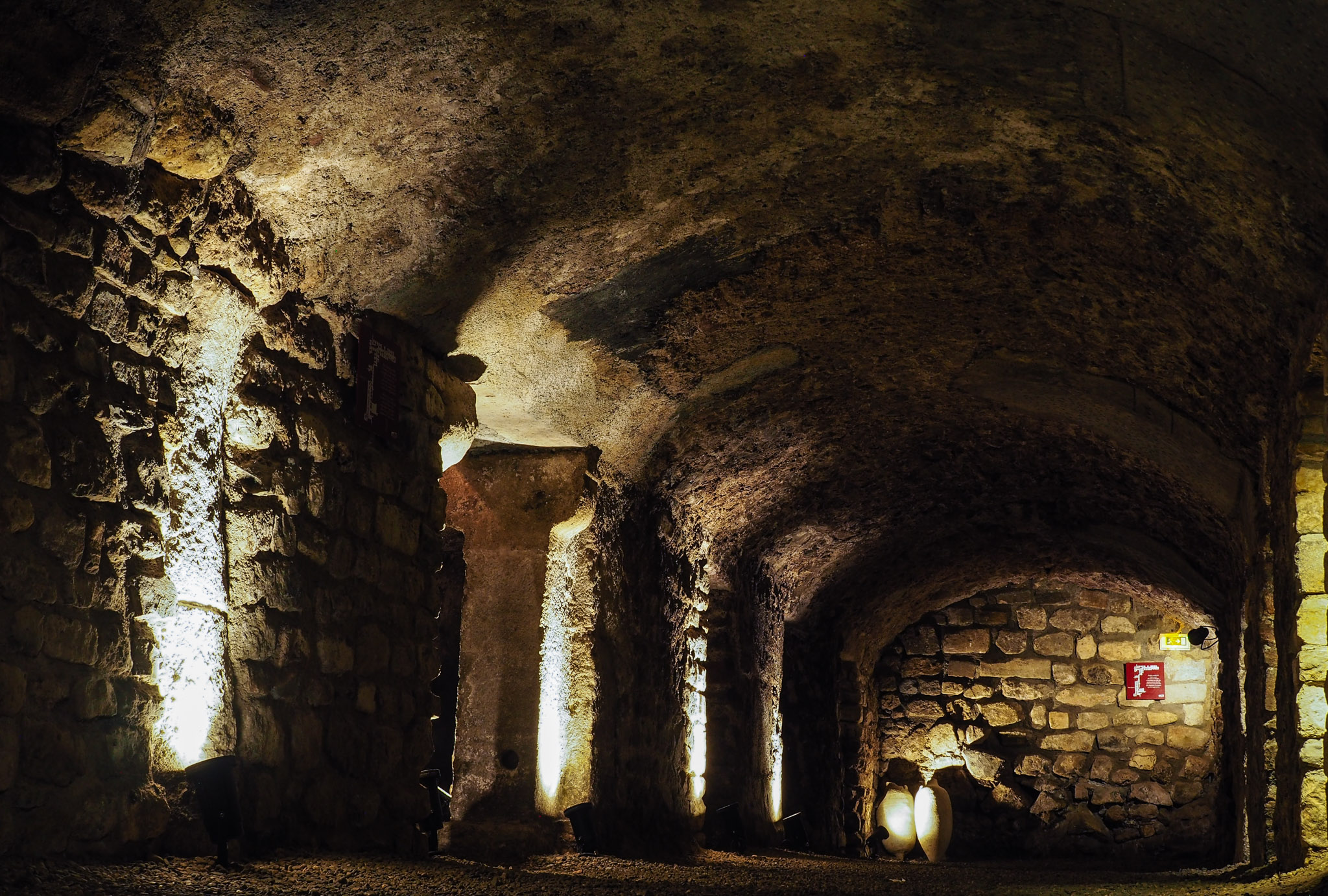
Horreum romain.
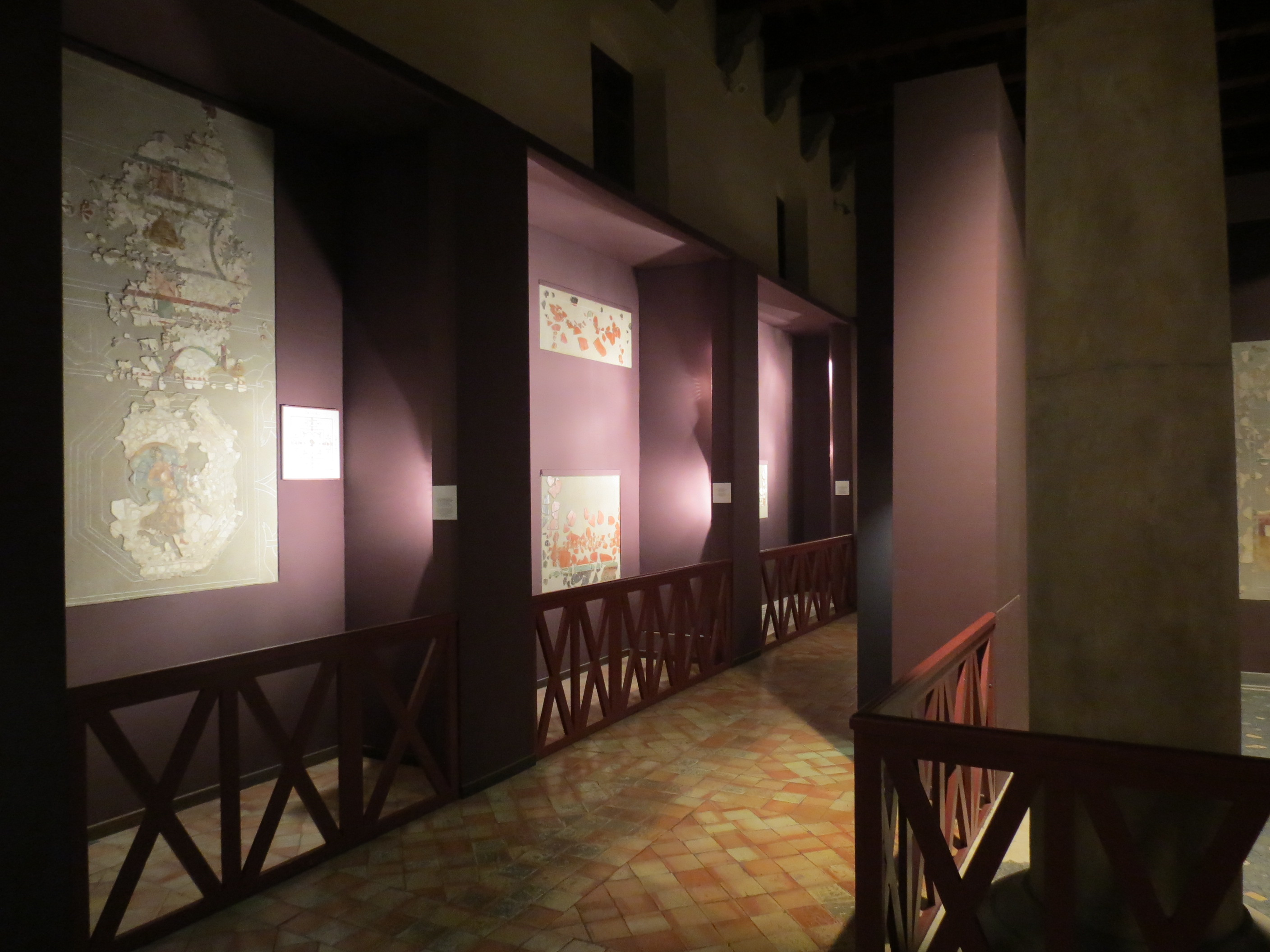
Musée archéologique.
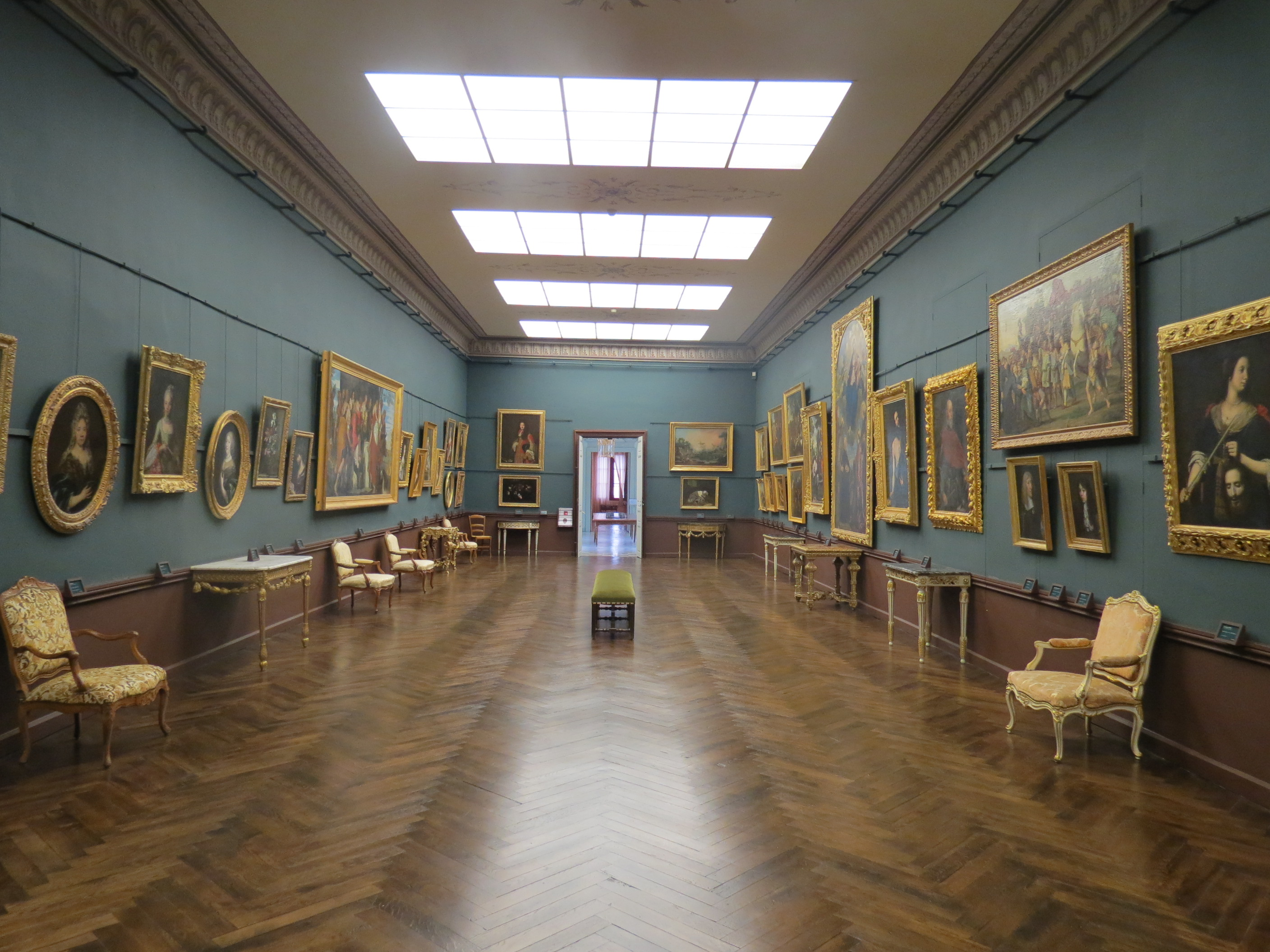
Musée des beaux-arts.
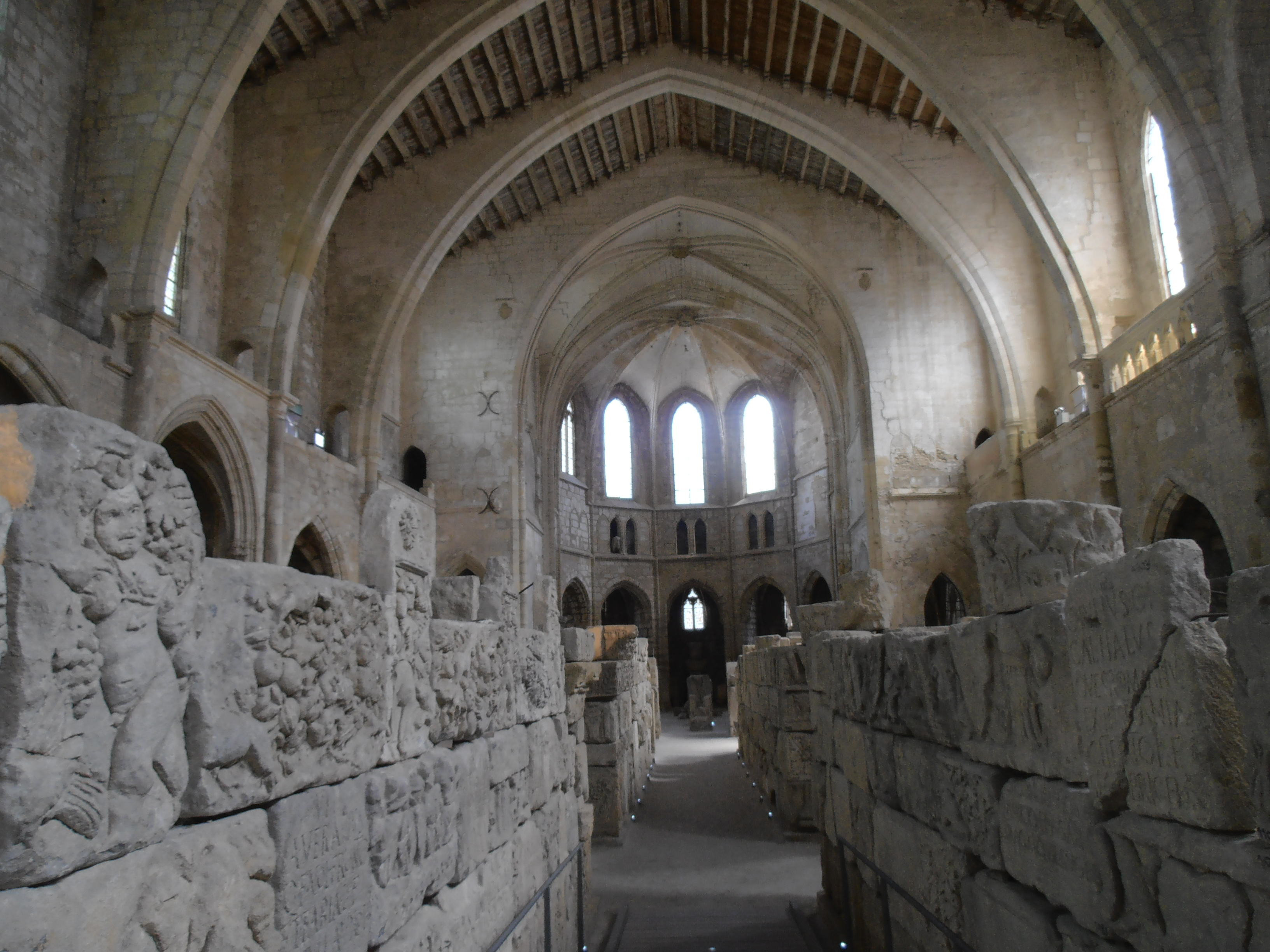
Musée lapidaire.
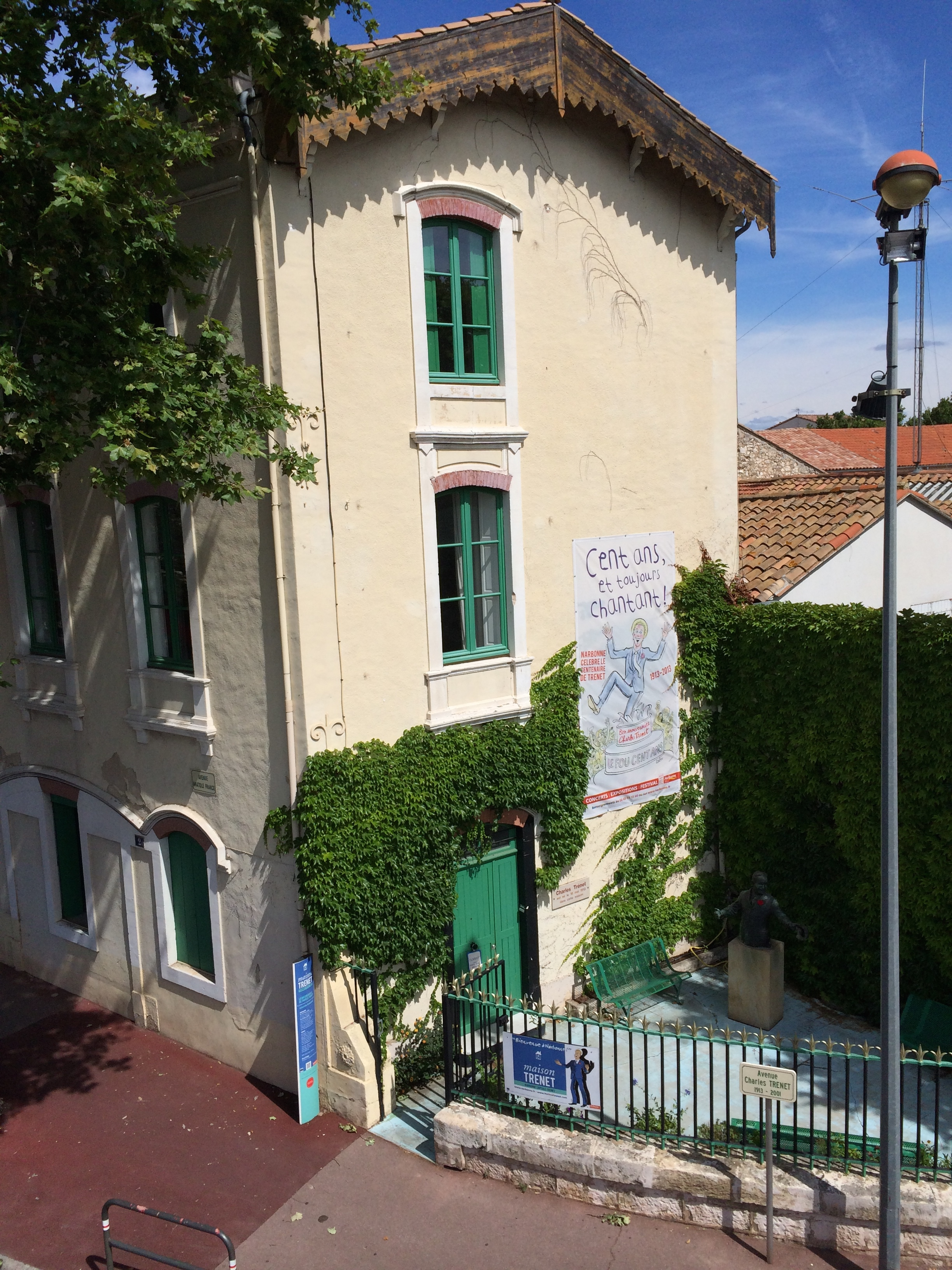
Maison Trenet.

En 2018, à la suite du projet du Narbo Via, la ville fait évoluer son offre culturelle. Ainsi, le Musée d’art et le Musée archéologique fusionnent pour devenir le Palais-musée des archevêques de Narbonne. Les collections antiques du Musée archéologique sont en cours de transfert, elles sont remplacées, au fur et à mesure, par des collections médiévales inédites. Le transfert du Musée lapidaire a également commencé en juin 2018.
- NarboVia (Musée régional de la Narbonne antique, Label Musée de France) : l'ouverture a eu lieu le 19 mai 2021[26].

## Pépieux
- Musée des minéraux et des fossiles : présente des fossiles et des échantillons de minéraux. Se visite uniquement sur rendez-vous[27].

## Peyriac-de-Mer
- Musée archéologique de Peyriac : les pièces présentées sont issues des fouilles réalisées sur la commune, dont une majeure partie extraite de l’oppidum du Moulin[28].

## Puivert
- Musée du Quercorb : musée présentant les arts, traditions populaires et savoir-faire de la région naturelle du Quercorb, située à l'ouest du département de l'Aude[29].

## Rustiques
- Le Musée de Rustiques, ou Musée Jean-Nicloux, présente des éléments liés à l'histoire du village[30].

## Saissac
- Musée des vieux métiers : créé en 1975 et installé dans une tour médiévale, il présente une collection d'outils anciens[31].
- Château de Saissac : un petit musée est présent à l'intérieur.

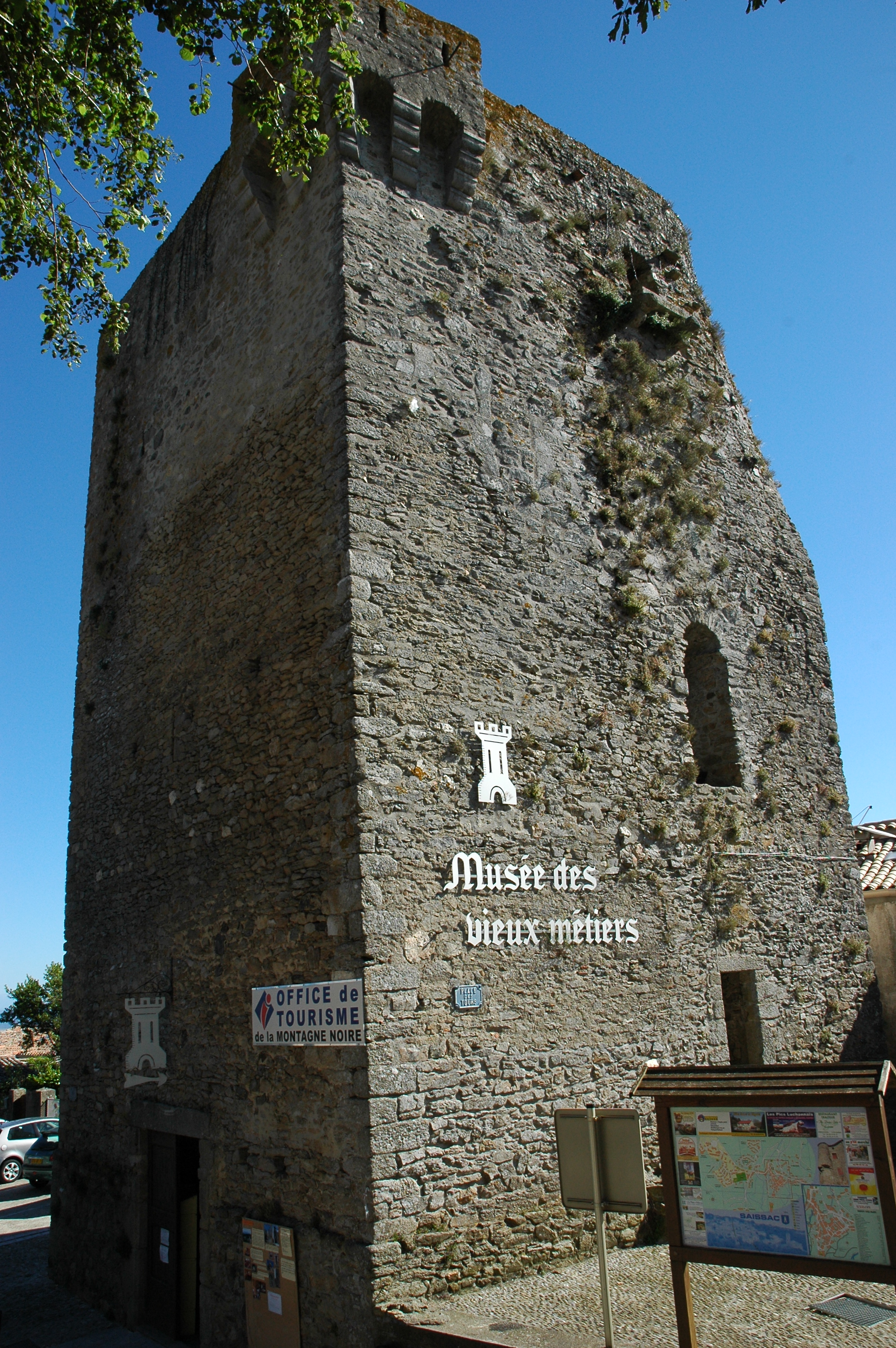
Musée des vieux métiers.
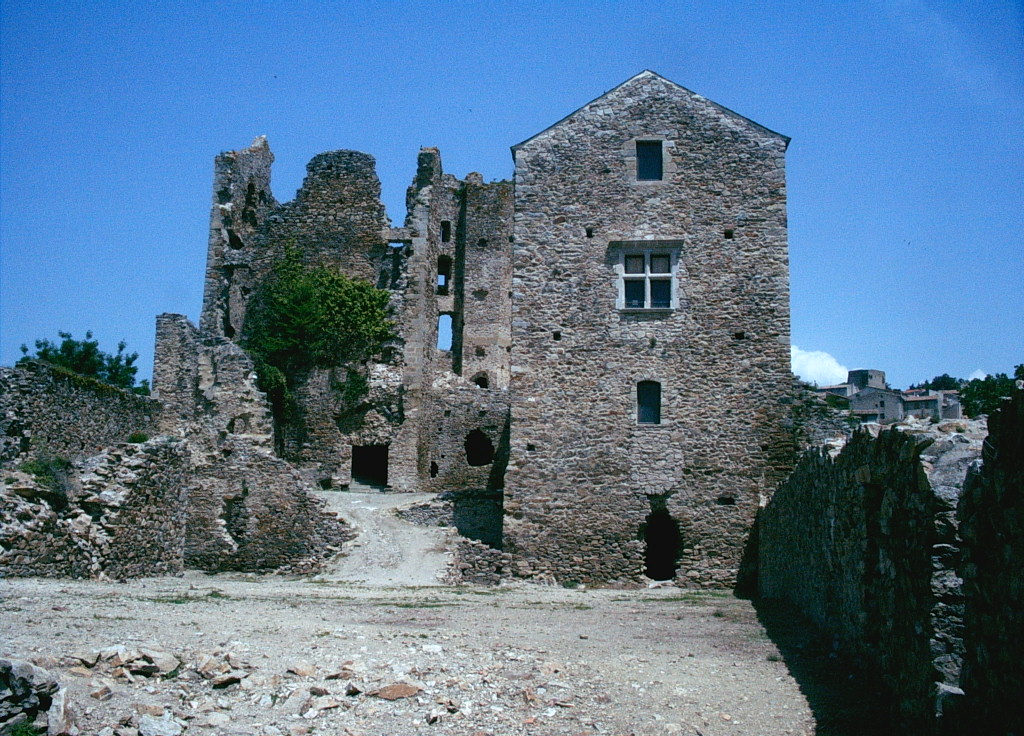
Château.

## Sallèles-d'Aude
- Amphoralis (Label Musée de France), musée du site de l'atelier de poterie antique de Sallèles-d'Aude, sur un site de fouilles archéologiques d'un atelier de potiers gallo-romains actif entre les années -10 avant J-C jusqu'à la fin du IIIe siècle) et mis au jour en 1976[32].

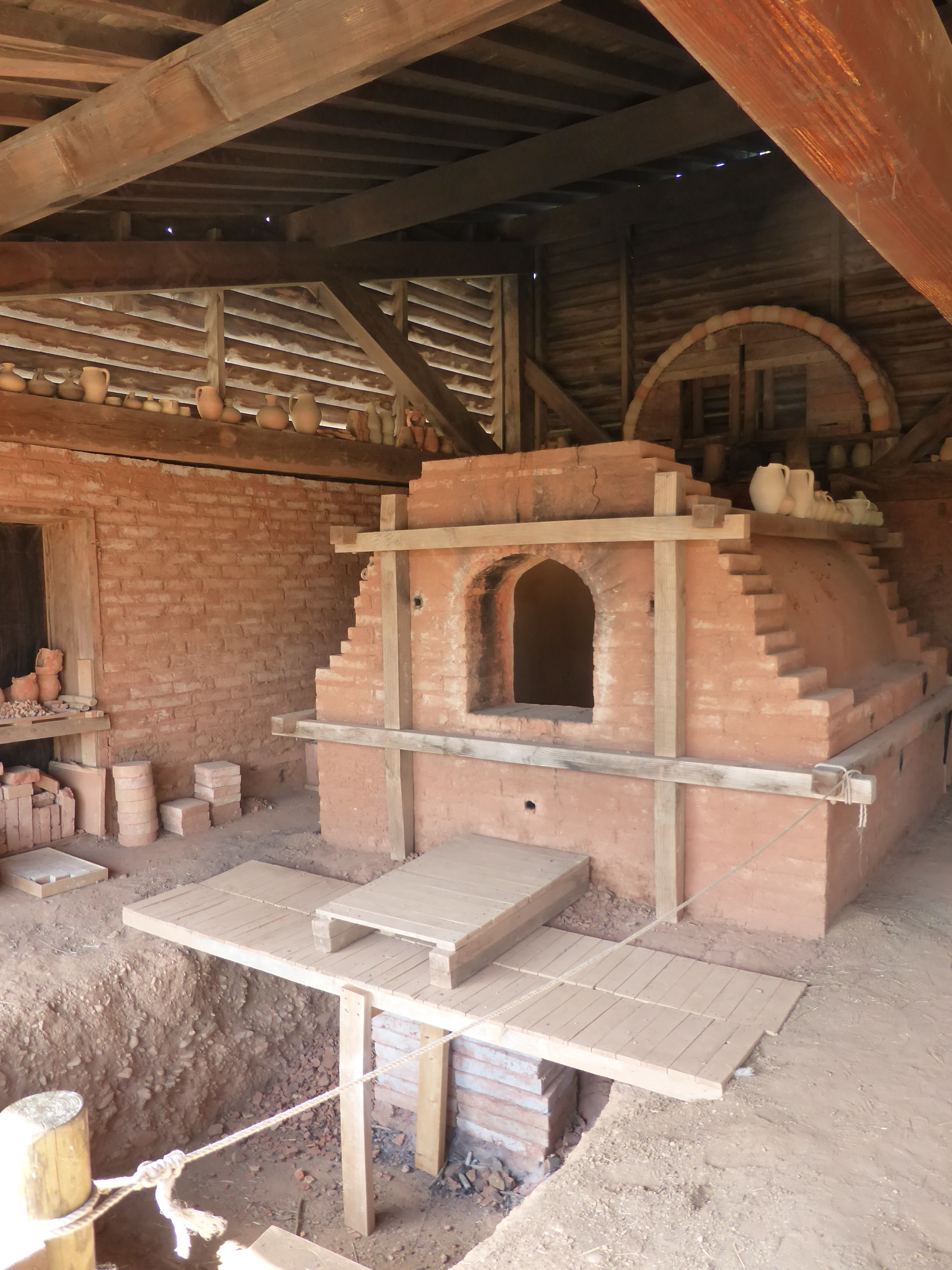
Four reconstitué.
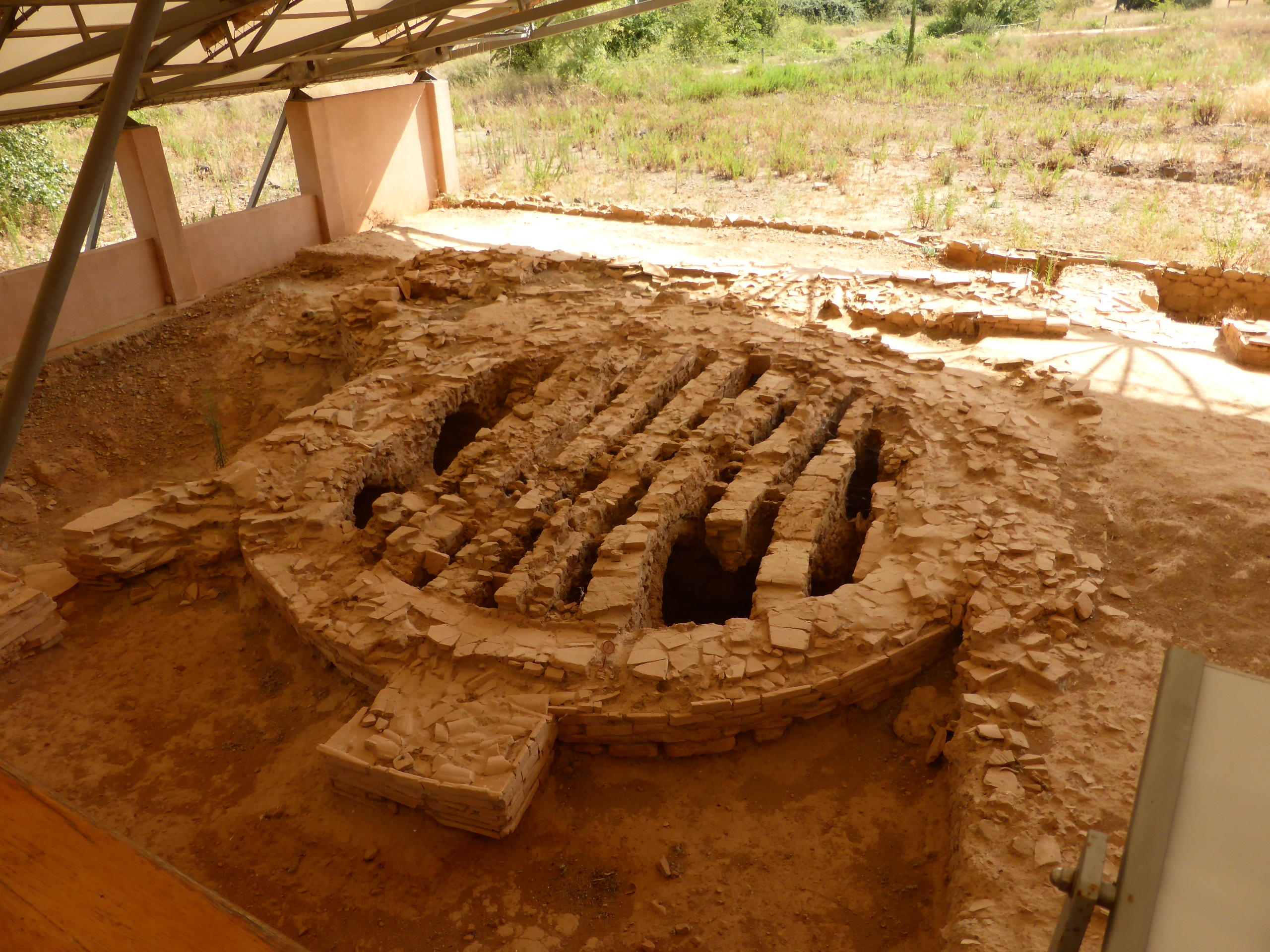
Fouilles.
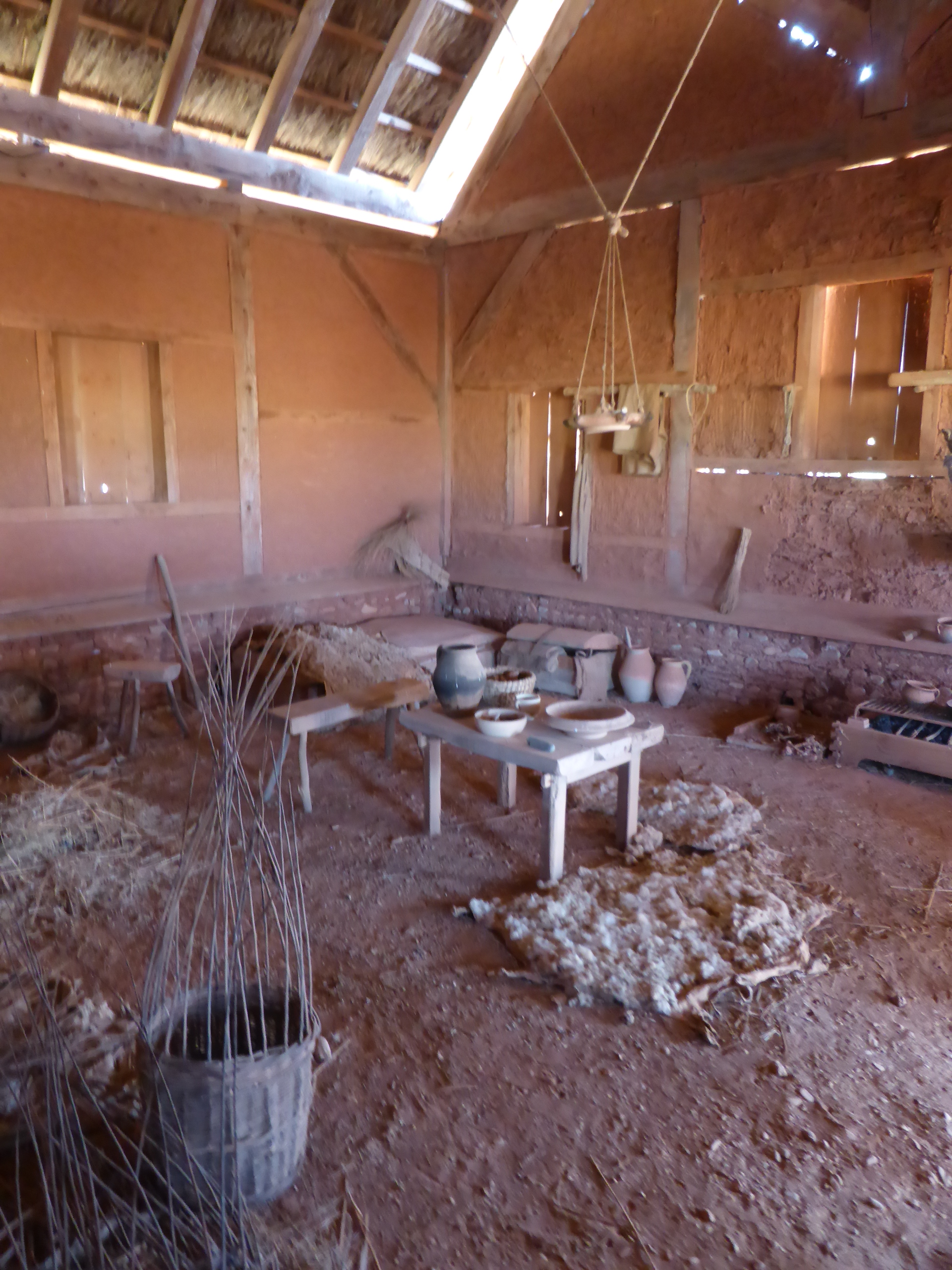
Habitation romaine reconstituée.

- Musée du vieux Sallèles : musée rural pour la sauvegarde du patrimoine local ancien[33].

## Sigean
- Lieu d'art contemporain : musée d'art contemporain privé associatif[34].
- Musée des Corbières (Label Musée de France) : ouvert en 1985, il présente plusieurs aspects de l’histoire et l’archéologie des Corbières[35].

## Villeneuve-Minervois
- Maison de la truffe d'Occitanie : ouvert en 2011, il présente la trufficulture[36].